# P3 Din Gata
P3 Din Gata (tidigare Din gata 100,6) är en av Sveriges Radios radiokanaler, som sänder över sydvästra Skåne.
Kanalen sänder många olika program riktade till en yngre målgrupp på cirka 15–30 år. Sändningarna kan avlyssnas via FM på 100,6 eller på sverigesradio.se samt appen SRplay. Sändningarna produceras av Sveriges Radio i Radiohuset Malmö. Kanalen spelar huvudsakligen hiphop men även andra närliggande genrer såsom R&B, med fokus på musik från det senaste året.
P3 Din Gata startade den 6 april 2006 och tog då över den frekvens som tidigare använts av P2 Malmö. Den fick namnet Din Gata. Våren 2015 bytte kanalen namn till P3 Din Gata för att knytas närmare P3-familjen. Sedan januari 2021 är P3 Din Gata expanderad även till Stockholm och Göteborg. Detta som ett resultat av hiphopmusikens utveckling. I samband med expansionen sa kanalens nya Stockholmsbaserade programledare Petter Hallén: "Det här är den mest populära musikstilen som engagerar många, inte bara unga och inte bara en speciell demografi."

## Priser
På Radiogalan 2007 utsågs Din Gata 100,6 till Årets nyskapande programsatsning med motiveringen: ”Med ung och kaxig Malmöattityd passar Din Gata perfekt på FM-bandet i Sveriges yngsta och mest internationella storstad.”